# Черногорская народная армия
Черного́рская наро́дная а́рмия(серб. Црногорска народна војска / Crnogorska narodna vojska, сокр. ЦНВ) — коллаборационистское воинское формирование, созданное на территории Независимого государства Хорватия (НГХ) по согласованию с немецкими оккупационными и усташскими властями в апреле 1945 года из числа черногорских четников под командованием черногорского коллаборациониста и сепаратиста Секулы Дрлевича. ЦНВ состояла из трёх бригад, подчинённых оперативному руководству 2-го и 5-го усташских корпусов. Вскоре после формирования части ЦНВ отступили вместе с вооружёнными силами НГХ на территорию Словении, где в ходе Блайбургской капитуляции были вынуждены сдаться в мае 1945 года войскам Народно-освободительной армии Югославии (НОАЮ).

## История
Осенью 1944 года положение черногорских четников было критическим. Английские союзники отвернулись от Михайловича, лишённого королём Петром Карагеоргиевичем должности военного министра и официально потерявшего статус команующего ЮВуО. Гражданская война против НОАЮ была практически проиграна и единственным способом спастись от мести партизан было добраться до западной зоны оккупации.
Вместе с тем, подчинившись приказу Михайловича от 22 ноября 1944 года, части черногорских четников во главе с Павле Джуришичем, насчитывающие около 7000 человек и около 3000 членов их семей, последовали 6 декабря 1944 года за уходящим из Черногории немецким 21-м горным армейским корпусом тяжёлым и изнурительным зимним маршем из Подгорицы через долины Тары и Лима, а затем через боснийские горы в Северо-Восточную Боснию. В середине февраля 1945 года крайне измотанное, неспособное к дальнейшему движению, не говоря о каких-либо серьёзных действиях, войско Джуришича прибыло на Требаву. Джуришич вскоре выяснил, что у Михайловича не было не только каких-либо устойчивых каналов связи с западными союзниками, но и плана по сохранению армии, а потому отделился от своего бывшего командира и направился со своими людьми в Словению, чтобы объединиться с четниками Джуича, Евджевича и Сербским добровольческим корпусом Лётича. Чтобы обеспечить безопасный проход через территорию НГХ, Джуришич заключил в Добое в марте 1945 год соглашение с союзником Павелича Дрлевичем, согласно которому созданное Дрлевичем в Загребе в середине 1944 года Черногорское государственное вече объявлялось высшим органом власти черногорцев в эмиграции, войско Джуришича переходило под верховное главнокомандование Дрлевича в качестве Черногорской народной армии, а Джуришич становился её оперативным командующим. Как только стало ясно, что четники не собираются выполнять принятые обязательства, усташи устроили им 4—5 апреля засаду на Лиевче-Поле. В бою несколько сотен четников были убиты, а остальные взяты в плен. Джуришича и более 130 его офицеров усташи казнили в концентрационных лагерях в Ясеноваце и Стара-Градишке. 
Большинство оставшихся черногорских четников перешли 8 апреля на сторону Дрлевича и были переведены в казармы в Стара-Градишке. Усташи их не разоружили, но охраняли силами своих воинских частей с артиллерией и танками. 10 апреля Дрлевич посетил Стара-Градишку, где выступил с речью перед четниками и беженцами, в которой призвал их к верности «независимой Черногории», признанной Германией и НГХ, и продолжению борьбы против народно-освободительного движения (НОАЮ) под сепаратистским флагом и при поддержке усташей. Сразу после этого было начато формирование Черногорской народной армии по образцу её предшественника времён старого черногорского государства. Всего было сформировано три бригады (одна дивизия). Командующим частями ЦНВ был назначен Бошко Аграм, член Черногорской федералистской партии. Верховным командующим ЦНВ стал Секула Дрлевич. После формирования Черногорскую народную армию перебросили из Стара-Градишки в район Карловаца, где она была передана под оперативное командование и материальное обеспечение 2-го и 5-го усташских корпусов. 
Под напором наступающих частей НОАЮ подразделения ЦНВ вскоре отступили на территорию Словении, где были вынуждены сдаться в мае 1945 года войскам НОАЮ. В итоге было казнено около 3000 человек из числа четников и их сторонников. Во время мятежа, случившегося в Австрии в ходе капитуляции, Секула Дрлевич был схвачен и убит в Юденбурге четниками его собственной армии.

### Рекомендованная литература
- Павловић, Стеван Коста[англ.]. Хитлеров нови антипоредак: Други светски рат у Југославији (серб.). — Clio, 2009. — 321 с. — ISBN 8671023613.
- Tomasevich, Jozo. Četnici u drugom svjetskom ratu 1941—1945 (хорв.). — Zagreb: Liber, 1979.